# Mosmühle
Mosmühle ist ein Gemeindeteil des Marktes Dietenhofen im Landkreis Ansbach (Mittelfranken, Bayern). Mosmühle liegt in der Gemarkung Dietenhofen.

## Geografie
Die Einöde steht hundert Meter südlich der Bibert am rechten Auenrand am Fuß des bewaldeten Talhangs Moosleite. Früher einen halben Kilometer flussabwärts von Dietenhofen gelegen, liegt die Mühle inzwischen in der Ortskontur des Marktdorfes, dessen Siedlungsbereich den Auenbereich eher meidet und dessen Mühlstraße die Mosmühle erschließt.

## Geschichte
Mosmühle wurde um 1242 als „die Mühle bei dem Sumpf“ erstmals urkundlich erwähnt. Da man die Errichtung der Mühle bereits in der Zeit um 800 vermutet, dürfte sie der älteste Gewerbebetrieb Dietenhofens sein. In dem sogenannten „Mühlgrabenstreit“ zwischen Elisabeth von Dietenhofen und dem Kapitel Ansbach von 1318 ging es vermutlich auch um die Mosmühle. Neben der Getreidemühle wurde Landwirtschaft und eine Schneidemühle betrieben. Der Müller stiftete den alten Taufstein in der St.-Andreas-Kirche, der im Volksmund auch „Taufsteinmännla“ heißt. Die Inschrift des Taufsteines lautet: „Der Stifter des Taufsteins und des Deckels ist Meister Georg Friedrich Hofmann, Mosmiler 1728“.
Gegen Ende des 18. Jahrhunderts gehörte Mosmühle zur Realgemeinde Dietenhofen. Die Mühle hatte das brandenburg-bayreuthische Kastenamt Dietenhofen als Grundherrn. Unter der preußischen Verwaltung (1792–1806) des Fürstentums Bayreuth erhielt Mosmühle die Hausnummer 78 des Ortes Dietenhofen. Von 1797 bis 1810 unterstand der Ort dem Justizamt Markt Erlbach und Kammeramt Neuhof.
Im Rahmen des Gemeindeedikts wurde Mosmühle dem 1811 gebildeten Steuerdistrikt Dietenhofen und der 1813 gegründeten Ruralgemeinde Dietenhofen zugeordnet.
Die Mühle stellte 1967 ihren Betrieb ein. Heute befinden sich südlich der Mühle das Gelände des Tennisclubs und ein Sporthotel mit Gästehaus. Im ehemaligen Mühlgebäude ist seit 2005 das Vereinsheim der Motorradfreunde Herpersdorf e. V. untergebracht.

### Baudenkmal
- ehemalige Mühle, zweigeschossiger massiver Satteldachbau, 1883; kleine Fachwerkscheune, 18. Jahrhundert mit angebautem Stall, 1839.

### Einwohnerentwicklung
| Jahr      | 001824 | 001840 | 001861 | 001871 | 001885 | 001900 | 001925 | 001950 | 001961 | 001970 | 001987 | 002005 | 002013 |
| Einwohner | 8      | 8      | 6      | 9      | 6      | 7      | 7      | 7      | 2      | 1      | 3      | 0      | 0      |
| Häuser    | 1      | 1      |        |        | 1      | 1      | 1      | 1      | 1      |        | 1      |        |        |
| Quelle    | [ 7 ]  | [ 11 ] | [ 12 ] | [ 13 ] | [ 14 ] | [ 15 ] | [ 16 ] | [ 17 ] | [ 18 ] | [ 19 ] | [ 20 ] | [ 21 ] | [ 1 ]  |

## Religion
Der Ort ist seit der Reformation evangelisch-lutherisch und nach St. Andreas (Dietenhofen) gepfarrt. Die Einwohner römisch-katholischer Konfession waren nach St. Walburga (Großhabersdorf) gepfarrt, seit den 1980er Jahren ist die Pfarrei St. Bonifatius (Dietenhofen) zuständig.